# Публий Минуций Авгурин
Публий Минуций Авгурин (лат. Publius Minucius Augurinus; VI—V века до н. э.) — римский политический деятель из рода Минуциев, консул 492 года до н. э. (вместе с Титом Геганием Мацерином).
В 492 году в Риме начался сильный голод, из-за чего консулам пришлось закупать хлеб не только в Этрурии и Кампании, но даже на Сицилии. Войны удалось избежать только благодаря мору у вольсков. В том же году была выведена колония в Норбу.